# Сепич (Зав'яловський район)
Сепи́ч (рос. Сепыч) — присілок в Зав'яловському районі Удмуртії, Росія.
Знаходиться на південний захід від Іжевська, обабіч дороги Іжевськ-Ува. Розташоване на обох берегах річки Сепич.

## Населення
Населення — 275 осіб (2010; 182 в 2002).
Національний склад станом на 2002 рік:
- росіяни — 61 %
- удмурти — 37 %

## Історія
До революції присілок входило до складу Сарапульського повіту Вятської губернії. За даними 10-ї ревізії 1859 року присілок мало 22 двори та 247 осіб, працювали млин та 2 кузні. При утворенні Вотської АО, присілок входить в Лудорвайську сільраду, але вже в 1925 році з неї виділяється окрема Козловська сільрада, куди входить присілок Сепич. В 1937 році центр сільради переноситься в Сепич, а 1941 року вона перейменовується в Сепичівську. В 1959 році сільрада приєднується до Совєтсько-Нікольської і утворюється єдина Підшиваловська сільська рада.

## Економіка
В селі діє початкова школа.

## Урбаноніми[5]
- вулиці — Катиші, Нагірна, Нова, Центральна
- провулки — Малий